# Puerto de Aralla
El puerto de Aralla es un paso de montaña situado en la provincia española de León, a una altitud de 1536 metros. Lo atraviesa la carretera LE-473 y comunica Aralla de Luna, en el municipio de Sena de Luna, con Geras, en el municipio de La Pola de Gordón.

## Descripción
En lo alto del puerto se encuentra un monumento erigido en 2011 en memoria de las víctimas de la Guerra Civil personificado en el capitán Rodríguez Lozano, fusilado en 1936.

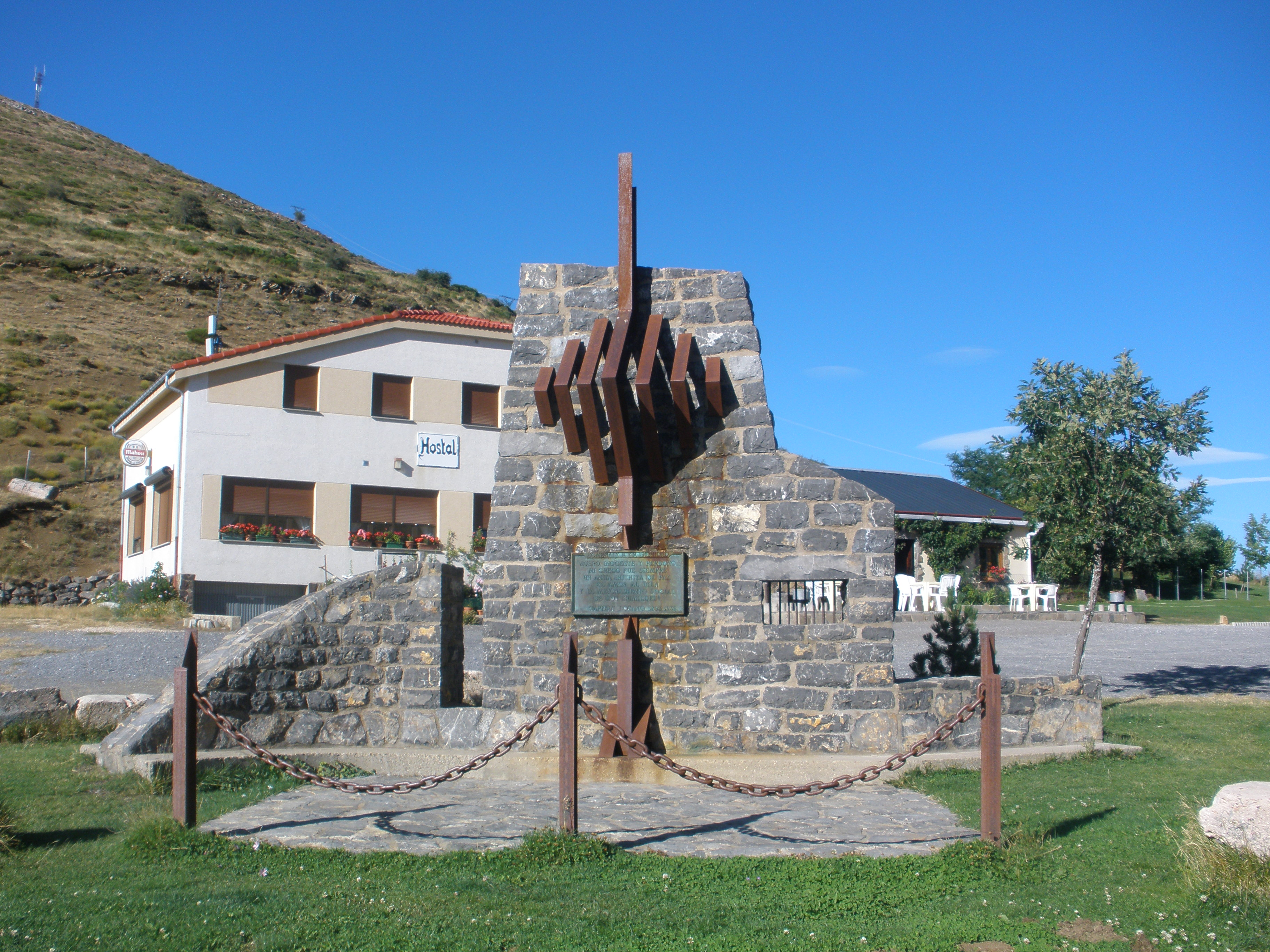
Monumento en honor del capitán Rodríguez Lozano.